# علی عسگری (سیاستمدار)
علی عسگری (زادهٔ ۱۳۴۵)، اقتصاددان و مدیر اجرایی ایرانی است. وی پیش‌تر سرپرست سازمان هدفمندسازی یارانه‌ها، سرپرست بانک مسکن، معاون توسعه و مدیریت منابع وزارت امور اقتصادی و دارایی، معاون وزیر امور اقتصادی و دارایی و رئیس کل سازمان امور مالیاتی ایران بوده‌است. عسگری دارای دکتری اقتصاد از دانشگاه تهران است.

## ریاست سازمان امور مالیاتی
علی عسگری مهر ۱۳۸۸، با حکم وزیر وقت امور اقتصادی و دارایی سید شمس‌الدین حسینی، به سمت رئیس کل سازمان امور مالیاتی ایران منصوب و جایگزین علی‌اکبر عرب‌مازار شد. وی در ۱۶ آذر ۱۳۹۴ از سمت خود استعفا داد و استعفای وی از سوی علی طیب‌نیا وزیر امور اقتصادی و دارایی تأیید شد. در پی انتشار اخباری مبنی بر «استعفای» رئیس‌کل سازمان امور مالیاتی و موافقت وزیر اقتصاد با این استعفا، طیب‌نیا به رسانه‌ها اعلام داشت «استعفایی ندیده‌ام» و در این‌ بین «سید کامل تقوی‌نژاد» مدیرعامل بانک سپه به‌عنوان گزینه جدید این سمت انتخاب شد.
 

علی عسگری نیز، در واکنش به اخباری مبنی بر برکناری از ریاست این سازمان گفت همچنان به‌عنوان رئیس این سازمان در حال فعالیت هستم؛ هنوز اتفاقی رخ نداده‌ است و اگر اتفاقی هم بیفتد، «استعفا» یا «برکناری» نخواهد بود بلکه یک «تصمیم» است. با این حال، در جلسه هیئت وزیران که شامگاه یکشنبه ۲۲ آذر ۱۳۹۴ برگزار شد سید کامل تقوی‌نژاد با تأیید هیئت وزیران به‌عنوان‌ رئیس جدید سازمان امور مالیاتی ایران انتخاب شد و اعضای دولت از خدمات علی عسگری رئیس پیشین این سازمان قدردانی کردند. علی عسکری برای مدت حدود شش سال و ۲ ماه و نیم (از ابتدای مهرماه سال هشتاد و هشت) سکان سازمان امور مالیاتی را بر عهده داشت. وی پس از برکناری به رسانه‌ها گفت نه استعفا دادم و نه برکنار شدم؛ بلکه با هماهنگی وزیر اقتصاد تصمیم گرفتیم که این «جابه‌جایی» را انجام دهیم. او گفت: 
«استعفا ندادم و برکنار هم نشدم و دلیلی برای استعفا نداشتم. به وزیر اقتصاد خیانت نمی‌کنم که استعفا بدهم و وزیر هم من را برکنار نکرده‌است.»
وزیر اقتصاد نیز طی حکمی وی را به‌عنوان مشاور خود منصوب نمود.
همچنین در ۲۷ آبان ۱۳۹۷ فرهاد دژپسند وزیر اقتصاد وقت طی حکمی علی عسگری را به سمت معاون توسعه و مدیریت منابع وزارت امور اقتصادی و دارایی منصوب نمود.

## سوابق
1. معاون وزیر امور اقتصادی و دارایی و رئیس کل سازمان امور مالیاتی ایران
2. معاونت برنامه‌ریزی و امور اقتصادی وزارت نیرو
3. ریاست هیئت مدیره شرکت‌های ساتکاب و مهاب قدس در وزارت نیرو
4. تصدی پست‌های معاونت اقتصادی و هماهنگی برنامه و بودجه، سازمان مدیریت و برنامه‌ریزی ایران طی سال‌های (۱۳۸۵ تا ۱۳۸۷)
5. مدیریت کل دفتر امورآب، کشاورزی و منابع طبیعی سازمان مدیریت و برنامه‌ریزی ایران (۱۳۸۳ تا ۱۳۸۵)
6. مدیریت کل دفتر بررسی‌های اقتصادی وزارت نیرو سال (۱۳۷۷ تا ۱۳۸۳)
7. عضویت شورای مشورتی در کمیسیون اقتصادی دولت
8. هیئت راهبردی تأمین مالی منابع مالی خارجی
9. دبیر هیئت امنای حساب ذخیره ارزی سازمان مدیریت و برنامه‌ریزی ایران
10. عضو هیئت سرمایه‌گذاری خارجی سازمان سرمایه‌گذاری و کمکهای فنی و اقتصادی ایران سال (۱۳۸۵ تا ۱۳۸۷)
11. نماینده سازمان مدیریت و برنامه‌ریزی ایران در ستاد تدابیر ویژه اقتصادی
12. رئیس و دبیر کمیسیون شورای اقتصاد
13. عضو کمیسیون اجرایی قانون تشویق سرمایه‌گذاری در طرح‌های آب ایران
14. نماینده وزیر نیرو در کمیسیون تسویه تعهدات ارزی در بانک مرکزی
15. مسئول کمیته تخصصی انرژی (برق، نفت وگاز) و مسئول کمیته تخصصی آب در تدوین برنامه پنجم توسعه